# Schwantesia
Schwantesia ist eine Pflanzengattung aus der Familie der Mittagsblumengewächse (Aizoaceae). Der botanische Name der Gattung ehrt den deutschen Professor für Ur- und Frühgeschichte und  Botaniker Gustav Schwantes.

## Beschreibung
Die sukkulenten Pflanzen der Gattung Schwantesia wachsen kompakt mit zahlreichen Zweigen, von denen jeder ein Büschel Laubblätter trägt. Die grauen bis bläulich grünen, dreieckigen Blätter sind nur anfangs symmetrisch geformt. Sie sind meist breiter als dick und können gezähnte Ränder besitzen. Ihr Blattoberfläche fühlt sich häufig filzig an.
Die einzeln stehenden Blüten sitzen an kurzen Blütenstielen und sind anscheinend hochblattlos. Es sind fünf Kelchblätter vorhanden. Die Kronblätter sind leuchtend gelb und an der Basis oft weiß. Fadenförmige Staminodien sind nicht vorhanden. Die Staubblätter bilden eine zentrale Säule. Die kranzartigen Nektarien bilden einen Ring. Die fünffächrigen Kapselfrüchte enthalten mehr oder weniger birnenförmige Samen, die 0,65 bis 0,9 Millimeter lang und 0,45 bis 0,6 Millimeter breit sind.

## Systematik und Verbreitung
Das Verbreitungsgebiet der Gattung Schwantesia erstreckt sich vom äußersten Süden Namibias bis in den Norden der südafrikanischen Provinz Nordkap bei Pofadder. Die Pflanzen wachsen in Spalten von Quarzitfelsen und nur selten in Schieferstein. Die jährliche Niederschlagsmenge liegt unter 100 Millimeter und fällt hauptsächlich im Monat März.
Die Erstbeschreibung erfolgte 1927 durch Kurt Dinter. Die Typusart ist Schwantesia ruedebuschii.
Nach Heidrun Hartmann umfasst die Gattung Schwantesia die folgenden Arten:
- Schwantesia acutipetala L.Bolus: Sie kommt von Namibia bis in die nordwestliche Kapprovinz vor.[3]
- Schwantesia borcherdsii L.Bolus: Sie kommt in der nördlichen Kapprovinz vor.[3]
- Schwantesia constanceae N.Zimm.: Sie kommt in Namibia vor.[3]
- Schwantesia herrei L.Bolus: Sie kommt in der nordwestlichen Kapprovinz vor.[3]
- Schwantesia loeschiana Tischer: Sie kommt in Namibia vor.[3]
- Schwantesia marlothii L.Bolus: Sie kommt in der nordwestlichen Kapprovinz vor.[3]
- Schwantesia pillansii L.Bolus: Sie kommt in der nördlichen Kapprovinz vor.[3]
- Schwantesia ruedebuschii Dinter: Sie kommt von Namibia bis in die nordwestliche Kapprovinz vor.[3]
- Schwantesia speciosa L.Bolus: Sie kommt in der nördlichen Kapprovinz vor.[3]
- Schwantesia succumbens (Dinter) Dinter
- Schwantesia triebneri L.Bolus: Sie kommt in der nördlichen Kapprovinz vor.[3]

## Nachweise

## Weiterführende Literatur
- Norbert F. A. Zimmermann: The Genus Schwantesia Dinter. In: Cactus and Succulent Journal Band 68, Nr. 5, 1996